# Moritz Rittinghausen

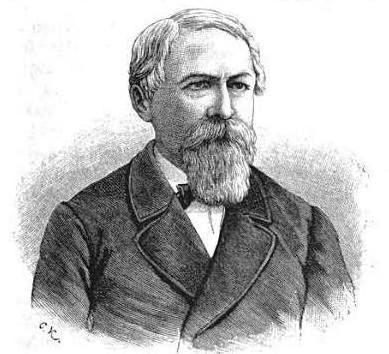
Moritz Rittinghausen, Stahlstich von Otto E. Lau (1891)

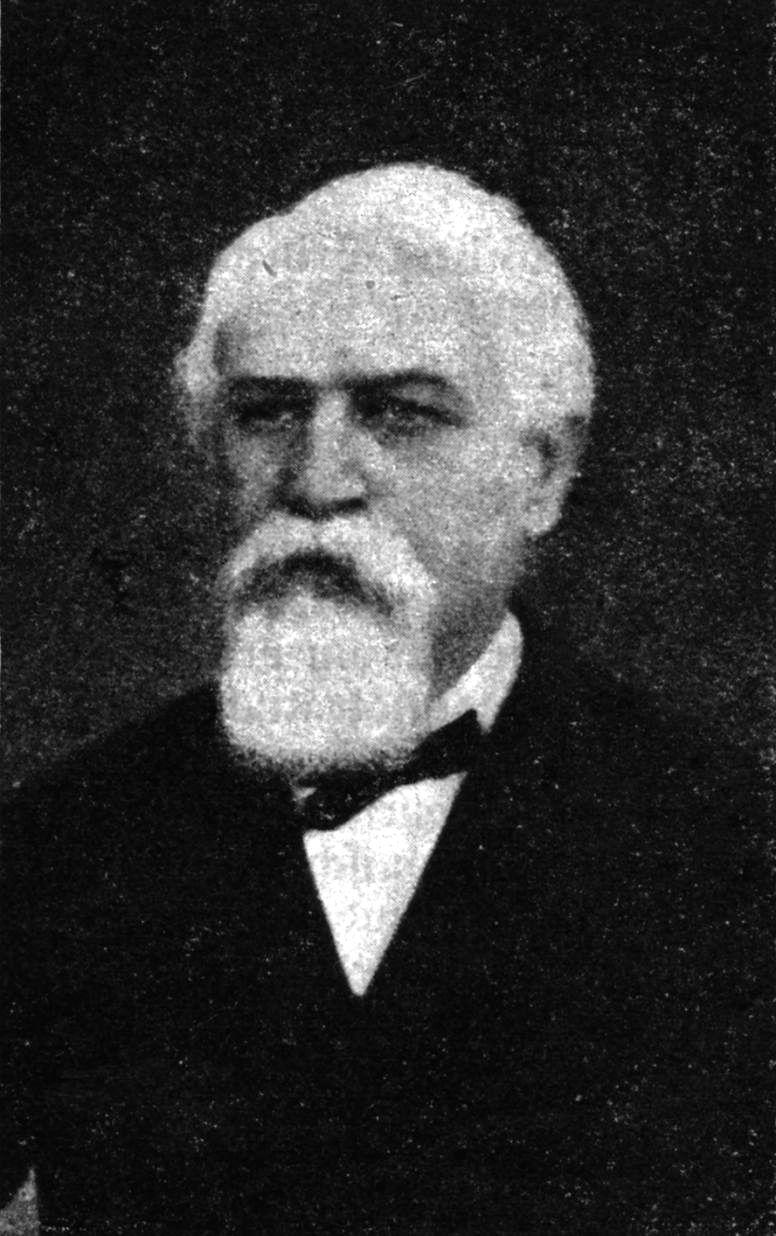
Moritz Rittinghausen

Moritz Rittinghausen (* 10. November 1814 in Hückeswagen; † 29. Dezember 1890 in Ath, Belgien) war ein deutscher Verfechter und Theoretiker der direkten Demokratie, früher Sozialist und Politiker. Er lebte im Vormärz zeitweise in Belgien und trat dort bereits als sozialpolitisch denkende Persönlichkeit hervor. Er nahm als Demokrat aktiv an der Revolution von 1848/49 teil. Nach der Emigration während der Reaktionsära kehrte er im Zuge der Neuen Ära nach Deutschland zurück und begann sich in der Arbeiterbewegung zu engagieren. Er gehörte zu den Mitbegründern der Sozialdemokratischen Arbeiterpartei, war Mitglied des Reichstags, ehe er nach Differenzen aus der Fraktion ausgeschlossen wurde.

## Vormärz
Er stammte aus einer einflussreichen Familie in Hückeswagen. Bereits der Großvater war Bürgermeister. Die Großmutter entstammte dem alten ursprünglich französischen Geschlecht der de Blois. Auch der Vater war Bürgermeister und Aktuarius in Hückeswagen. Moritz Rittinghausen besuchte das Gymnasium. Über seinen weiteren Lebensweg gibt es unterschiedliche Angaben. Folgt man Wilhelm Heinz Schröder, war er nach dem Abitur Kaufmann in Köln. Nach Fäuster studierte er Rechtswissenschaften und lebte in Belgien. Dort trat er bereits als sozialpolitisch denkenden und handelnde Person auf. Er verfasste 1837 einen offenen Brief an den König, in dem er die sozialen Probleme im Land anprangerte.  Später kehrte er nach Deutschland zurück.
Seit den 1840er Jahren vertrat er sozialistische Ideen und trat als Verfasser von politischen und nationalökonomischen Schriften hervor. Seit 1846 lebte er in Köln. Er nahm im September 1847 am Freihandelskongress in Brüssel teil. Dabei trat er als ein Verteidiger des Schutzzolls auf. Friedrich Engels kritisierte ihn in einem Beitrag als „deutschen Protektionisten“ und „im allgemeinen faden Kerl.“
Rittinghausen war vor 1848 Mitarbeiter verschiedener Zeitungen wie der Kölnischen Zeitung, der Aachener Zeitung, der Trierer Zeitung oder dem Kölner Gewerbeblatt.

## Revolution 1848/49
Im Jahr 1848 war Rittinghausen Mitglied des Vorparlaments in Frankfurt und gehörte dort den Linken an. Er stimmte dem bekannten Antrag von Friedrich Hecker zu, in dem gefordert wurde, das Vorparlament solle bis zum Zusammentritt der eigentlichen Nationalversammlung bestehen bleiben. Die liberale Mehrheit setzte stattdessen die Bildung des Fünfzigerausschusses durch. Auch diesem Ausschuss gehörte Rittinghausen an.
In Köln gehörte Rittinghausen der Demokratischen Gesellschaft an. Diese entwickelte sich zu einer einflussreichen politischen Gruppierung in der Stadt. Die Mehrzahl der führenden Köpfe kam aus dem Bildungsbürgertum. Beteiligt waren auch Mitglieder des Bundes der Kommunisten, wie Karl Marx und Friedrich Engels.
Während der Revolution von 1848/49 war er Mitarbeiter der Neuen Rheinischen Zeitung. Dabei kam er in engeren Kontakt mit Marx. Nach eigenen Angaben hat er dessen Bestrebungen in dieser Zeit teilweise unterstützt und teilweise bekämpft – je nachdem, ob Rittinghausen die Dinge für vernünftig oder falsch hielt. Meist war letzteres der Fall. Zumindest ein Mal will er Marx vor einer Ausweisung bewahrt haben.
Er beteiligte sich im Frühjahr 1848 an der Erarbeitung eines Wahlprogramms für die Wahl zur Nationalversammlung der Demokratischen Gesellschaft. Auch an dem Entwurf von Adressen an Regierung und König beteiligte er sich. Später hat er eine Petition an die Nationalversammlung zur Nationalitätenpolitik verfasst. Noch 1848 veröffentlichte er die Schrift „Über die Organisation der Staatsindustrie.“ Darin forderte er unter anderem die Verstaatlichung der Eisenbahnen.
Im Jahr 1849 war er Mitherausgeber der Westdeutschen Zeitung in Köln, bis diese infolge der siegreichen Gegenrevolution ihr Erscheinen einstellen musste. Nach der Niederlage der Revolution emigrierte Rittinghausen zunächst nach Paris. Vor dem Hintergrund der Machtübernahme durch den späteren Napoleon III. zog Rittinghausen 1851 nach Brüssel, wo er weiter publizistisch tätig war.

## Politiker in der Arbeiterbewegung
Rittinghausen kehrte 1858 nach dem Beginn der Neuen Ära nach Deutschland zurück und lebte als Schriftsteller in Köln. Dort war er Mitbegründer des demokratischen „Politisch-Geselligen Vereins“.
Rittinghausen beobachtete mit Sympathie die entstehende Arbeiterbewegung. Die zentralistische Organisation des ADAV lehnte er allerdings ab. Er hielt gelegentlich Vorträge in der Partei. Im Jahr 1867 kandidierte er vergeblich zum Reichstag des norddeutschen Bundes. Zusammen mit Anhängern der ersten Internationalen (IAA) gründete er zu Beginn des Jahres 1868 einen sozialdemokratischen Wahlverein. Er gehörte 1869 zu den Mitbegründern der SDAP.
Daneben kümmerte er sich auch um kommunale Angelegenheiten der Stadt Köln. So forderte er die Abschaffung des Zensuswahlrechts und plädierte für die Eingemeindung von Deutz. Ihm gelang es, dafür mehrere tausend Unterschriften zu sammeln. Später warb er für den Ankauf der Köln umgebenden Verteidigungsanlagen von der Militärverwaltung. Er wurde dabei auch von Abgeordneten anderer Parteien unterstützt.
1869 und 1872 war er deutscher Delegierter auf den Kongressen der IAA in Basel und Den Haag. Wegen seiner Sprachkenntnisse war er in Basel auch als Dolmetscher tätig. Er gehörte einem Ehrengericht an, dass während des Kongresses von Basel über einen Streit zwischen Bakunin und Liebknecht befinden sollte.
Für die SDAP kandidierte er 1877 für den Wahlkreis Solingen für den Reichstag. Weil Rittinghausen auch die Stimmen der katholischen Wähler aus dem Süden des Wahlkreises erhielt, konnte er den Wahlkreis gewinnen. Nach der Reichstagsauflösung in der Folge der Attentate auf Wilhelm I. verlor Rittinghausen sein Reichstagsmandat an den konservativen Landrat Melbeck, weil diesmal die Katholiken für den Landrat votierten. Nachdem der neue Reichstag das Sozialistengesetz beschlossen hatte, wurden auch im bergischen Land die Einrichtungen der Sozialdemokraten zerschlagen. Lediglich die Reichstagsfraktion konnte legal weiterarbeiten. Ebenso konnten Sozialdemokraten zu den Wahlen antreten. Rittinghausen setzte sich bei der Reichstagswahl 1881 gegen den Kandidaten des Zentrums in der Stichwahl durch und zog erneut in den Reichstag ein. Im Reichstag sprach er unter anderem zu Themen wie der Verpflichtung des Staates zur Armenpflege, dem Recht auf Arbeit und setzte sich für die polnische Sprache in den polnisch geprägten Teilen Preußens ein. Er gehörte dem sehr gemäßigten Flügel der Reichstagsfraktion an, der etwa von August Bebel scharf kritisiert wurde.
Rittinghausen ging in Partei und Fraktion offenbar sehr eigene Wege. So hatte er sich weder an den geheimen Treffen in Schloss Wyden noch in Kopenhagen beteiligt und hatte angekündigt, nicht alle Beschlüsse mit zu tragen. Letzter ausschlaggebender Punkt für den Bruch war, dass er 1883 im Reichstag bei einer Abstimmung zusammen mit einigen weiteren „Abweichlern“ nicht mit seiner Fraktion gestimmt hatte. Der Streit um einen Handelsvertrag mit Spanien eskalierte, weil Rittinghausen sich nicht der Fraktionsdisziplin fügen wollte, weil er den Vertrag als förderlich für die Wirtschaft gerade auch in seinem Wahlkreis ansah. Daraufhin wurde er aus der Fraktion ausgeschlossen.
Auch im Raum Solingen agitierte Bebel gegen Rittinghausen. Im Wahlkreis Solingen trat Georg Schumacher als sozialdemokratischer Kandidat an. Ein Versuch, als unabhängiger Kandidat erneut in den Reichstag einzuziehen, scheiterte. Nach der Wahl erkrankte er schwer und zog zu seiner Tochter ins belgische Ath.
Rittinghausen wurde viel kritisiert, u. a. von Friedrich Engels, Wilhelm Blos und Karl Kautsky – sie hatten andere politische Ansichten. Kautsky ging in einem Aufsatz über den Parlamentarismus ausführlich auf Rittinghausens Vorstellungen ein.
Moritz Rittinghausen ist eine bedeutende Gestalt der Kölner Arbeiterbewegung in der Gründungsphase des ADAV, der IAA und den „Eisenachern“ ab 1869. Bei seiner Beerdigung auf dem Melatenfriedhof am 5. Januar 1891 nahmen nicht nur Solinger und Kölner Genossen teil, sondern auch Abordnungen aus Belgien und Frankreich. Die dem Zentrum nahestehende Kölnische Volkszeitung ehrte ihn als einen von allen geschätzten Demokraten. Auch sein Konkurrent in Solingen Schumacher widmete ihm einen durchaus wohlwollenden Nachruf, ohne die Differenzen zu verschweigen.

## Theoretiker direkter Demokratie
Rittinghausen gilt als einer der theoretischen Begründer der Idee der direkten Volksgesetzgebung. Er hat seine Vorstellungen unabhängig von Julius Fröbel entwickelt, denen sie aber ähnlich waren. Sein Werk „Die direkte Gesetzgebung durch das Volk“ war der erste systematische Versuch einer Darstellung eines direktdemokratischen Systems. Unter anderem forderte er Volksinitiativen, Volksbegehren und Volksentscheide. Er machte Vorschläge zur Umsetzung und setzte sich kritisch mit dem Prinzip der repräsentativen Demokratie auseinander. So gewählte Abgeordnete seien mittelmäßig, bestechlich und ihren Entscheidungen abhängig vom Adel und dem Besitzbürgertum. Nach seinen Vorstellungen sollte das Volk in „Sektionen“ von etwa jeweils 1000 Stimmberechtigten aufgeteilt werden. Diese sollten dann einen Vorsitzenden wählen. Die Sektionen sollten dabei allein das legislative Recht haben. Ein übergeordnetes Ministerkollegium sollte aus direkten Wahlen hervorgehen.
1850 veröffentlichte er in Paris Aufsätze zum Thema der direkten Demokratie. Diese Aufsätze erschienen gesammelt und ergänzt mehrfach in Frankreich, England und Belgien, ehe sie deutlich später auch in Deutschland erscheinen konnten. Die Schrift wurde in Frankreich kontrovers diskutiert. Zu den Befürwortern gehörte unter anderem Victor Hugo. Louis Blanc oder Pierre-Joseph Proudhon lehnten sie indes ab. Vor dem Hintergrund der Machtübernahme durch den späteren Napoleon III. verließ Rittinghausen Frankreich. Er lebte danach in Belgien, wo er weiter publizistisch tätig war.
Für Marx und Engels spielten die Ideen von Rittinghausen nur eine untergeordnete Rolle. Die Vorstellungen Rittinghausens waren in der frühen Sozialdemokratie aber durchaus von Bedeutung. Als Forderung nach Gesetzgebung durch das Volk gingen sie unter anderem in das Eisenacher Programm, das Gothaer Programm und das Erfurter Programm ein.
Besonders in der Schweiz wurden seine Ideen rezipiert. Vor allem Karl Bürkli wurde von Rittinghaus stark beeinflusst. In den Jahren 1867/68 führte eine politische Bewegung in Zürich vor diesem Hintergrund zum Einbau einer dreistufigen Volksgesetzgebung in die Kantonalverfassung. Rittinghausen griff in die innerschweizerische Diskussion ein und warb dafür, dass sich auch andere Kantone dem Zürcher Beispiel folgen sollten.
Später verloren seine Gedanken zugunsten des parlamentarischen Systems in der SPD an Bedeutung. Der Parteivorstand qualifizierte 1884 die Ideen von Rittinghausen sogar als Schrulle ab. Karl Bürkli hat 1892 im Vorwärts erneut eine Debatte zu dem Thema angestoßen. Karl Kautsky hat Rittinghausens Ideen einer völligen Dezentralisierung Deutschlands in souveräne „Sektionen“ abgelehnt, weil dies zu einem „Chaos“ führen würde. Immerhin geriet Rittinghausen nicht völlig in Vergessenheit und einige Elemente wie Volksentscheide oder Volksbegehren gingen in die Länderverfassungen und die Reichsverfassung der Weimarer Republik ein. Die Person Rittinghausen geriet in der SPD weitgehend in Vergessenheit. Erst 1926 wurde an ihn im Zusammenhang mit dem Volksbegehren zur Fürstenenteignung im Vorwärts wieder erinnert.

## Schriften
- Über die Organisation der Staatsindustrie. Bachem, Köln 1848.
- Die direkte Gesetzgebung durch das Volk. Paris 1850.
- La législation directe par le peuple ou la véritable démocratie. Librairie Phalanstérienne, Paris 1851 Digitalisat bei: books.google.de.
- La législation directe par le peuple et ses adversaires. Lebégue, Bruxelles 1852 Bayerische Staatsbibliothek digital.
- Le système protecteur et le libre échange devant le Congrès des Économistes de 1847. Bruxelles 1856 (Aus: Revue Trimestrielle, Vol. XII).
- Die Philosophie der Geschichte. Selbstverlag, Köln 1868 (Social-demokratische Abhandlungen, Heft 1).
- Ueber die Nothwendigkeit der direkten Gesetzgebung durch das Volk. Selbstverlag, Köln 1869 (Social-demokratische Abhandlungen, Heft 2).
- Die unhaltbaren Grundlagen des Repräsentativ-Systems. Selbstverlag, Köln 1869 (Social-demokratische Abhandlungen, Heft 3) Bayerische Staatsbibliothek digital.
- Ueber die Organisation der direkten Gesetzgebung durch das Volk. Selbstverlag, Köln 1870 (Social-demokratische Abhandlungen, Heft 4) Bayerische Staatsbibliothek digital.
- Widerlegung der gegen die direkte Gesetzgebung durch das Volk gerichteten Einwürfe. Selbstverlag, Köln 1872 (Social-demokratische Abhandlungen, Heft 5).
- Die Festungswerke communalen Ursprungs der ehemaligen Freien Reichsstadt Köln. Eine Eigenthumsfrage. Selbstverlag, Köln 1877.
- Die direkte Gesetzgebung durch das Volk. 4. Aufl., Selbstverlag, Köln 1877.
- La législation directe par le peuple et ses adversaires. Nouv. éd., augm. d’une notice biographique . Lebègue, Bruxelles 1892.
- Die direkte Gesetzgebung durch das Volk. 5. Aufl. Kommissionsverlag der Buchhandlung des Schweiz. Grütlivereins, Zürich 1893.

## Briefe
- Brief von Rittinghausen an Georg Gottfried Gervinus 30. Juli 1860. Universitätsbibliothek Heidelberg Signatur Heid. Hs. 2528
- Brief von Rittinghausen an J. G. Cotta’sche Buchhandlung in Stuttgart 14. Oktober 1858. Deutsches Literaturarchiv Marbach, Neckar .Signatur Cotta$Br.
- Brief von Rittinghausen an Friedrich Albert Lange. In: Georg Eckert (Hrsg.): Friedrich Albert Lange. Über Politik und Philosophie. Briefe und Leitartikel 1862 bis 1875. In. Duisburger Forschungen. Beiheft. Verlag für Wirtschaft und Kultur W. Renckhoff, Duisburg-Ruhrort 1968, S. 140–146 (Schriftenreihe für Geschichte und Heimatkunde Duisburgs)
- Brief von Rittinghausen an Sybille Hess vom 2. August 1880. IISG Amsterdam Moses Hess Nachlass E 38